# Saudi Aramco
Saudi Aramco, parfois appelée Aramco (Arabian American Oil Company) est une compagnie pétrolière publique saoudienne sise à Dhahran, dans l'est du pays. C'est la première compagnie pétrolière au monde par sa production ; elle exploite notamment Ghawar, plus grand gisement pétrolier au monde. Elle possède la quasi-totalité des ressources en pétrole de l'Arabie Saoudite.
Longtemps mystérieuse, l'entreprise dévoile ses comptes en 2019, lorsque 1,5 % de son capital est introduit à la bourse de Riyad.
Actuellement, Aramco est présente dans les pays suivants : Algérie, Bahrain, Qatar, Égypte, Koweït , Oman, Irak, Jordanie, Liban, Maroc, Libye, Arabie saoudite, Soudan, Syrie, Tunisie, Émirats arabes unis, Yémen et Palestine. Aramco est également présente dans d'autres pays, où elle exerce des fonctions de soutien, tels que le Tchad, Djibouti, l'Érythrée, la Mauritanie et la Somalie.

## Histoire
L'histoire de Saudi Aramco commence le 29 mai 1933, quand le gouvernement saoudien, à la suite de l'intervention de Karl Twitchell, signe un accord de concession avec Standard Oil of California (Socal), permettant à cette dernière de faire des prospections pétrolières en Arabie saoudite. Standard Oil of California transmet cette concession à une de ses filiales appelée California-Arabian Standard Oil. En avril 1935, les premiers forages ont lieu à Dammam, à près de 700 mètres de profondeur. De 1935 à 1936, six puits sont creusés. Malgré cela, les résultats sont mitigés et en 1936, la Texas Oil Company achète 50 % de la concession. En 1936, le géologue spécialisé dans l’industrie pétrolière Max Steineke décide de mener un forage profond pour le 7e puits. Après quatre longues années de recherche infructueuse, c’est en 1938, à 1 440 mètres de profondeur, qu’il trouve finalement du pétrole en quantité suffisante pour un usage commercial à Dhahran. Le puits est nommé « Dammam number 7 ». En mai 1939, l’Arabie saoudite exporte pour la première fois du pétrole brut, en provenance du gisement de Ras Tanura. Le nom de la compagnie change en 1944 et devient Arabian American Oil Company (ou Aramco).

### Expansion internationale

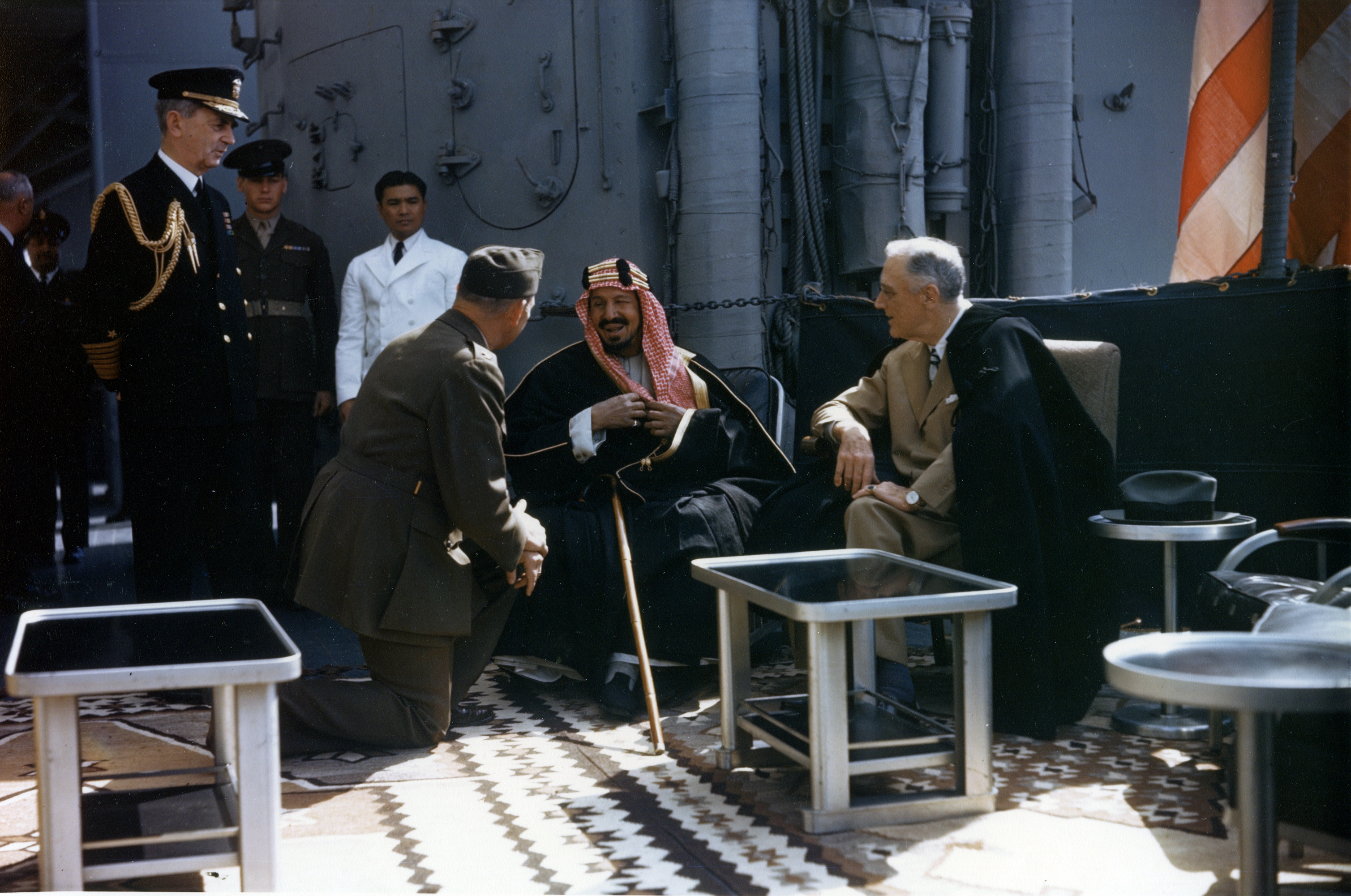
Roosevelt et Ibn Saoud, photo prise en Égypte le 14 février 1945 à bord du croiseur USS Quincy de l'US Navy.

En 1948, Standard Oil of California (Socal) et Texas Oil Company (Texaco) accueillent un nouveau partenaire, Standard Oil of New Jersey (Esso) prend 30 % d'Aramco, et Socony Vacuum (Mobil) en acquiert 10 %, laissant ainsi une part égale de 30 % à Standard Oil of California et Texas Oil Company. En 1950 est conclu un accord de partage des bénéfices nets à 50-50.
En 1972, le gouvernement saoudien prend, par décret royal, une part de 25 % dans Aramco par le biais d'une société ad hoc, puis monte à 60 % en 1973 en représailles au soutien américain à Israël lors de la guerre du Kippour et finalement procède à la nationalisation complète en 1980, avec effet rétroactif jusqu'en 1976. En novembre 1988, la compagnie change son nom Arabian American Oil Company en Saudi Arabian Oil Company (ou Saudi Aramco).

### Depuis 2000
En 2005, Saoudi Aramco s'associe à la société française Total pour la construction de la raffinerie de Jubail. Située sur la côte est de l'Arabie saoudite, celle-ci devient opérationnelle en juillet 2014. Elle est dirigée par la société Satorp (pour Saudi Aramco Total Refining and Petrochemical Company), coentreprise créée en 2008 et détenue à 62,5 % par Saudi Aramco et à 37,5 % par Total. La raffinerie devrait pouvoir produire 400 000 barils par jour.
En septembre 2015, Lanxess vend pour 1,2 milliard d'euros, 50 % de ses activités dans le caoutchouc synthétique, où il est leader mondial, à Saudi Aramco.
En décembre 2016, Saudi Aramco livre, en partenariat avec l'américain GE, la première éolienne au Royaume d'Arabie saoudite, mise en service en janvier 2017 dans le nord-ouest du Royaume, à Turaif pour alimenter l'usine de Saudi Aramco.
Alors que, en octobre 2016, l'Égypte et l'Arabie saoudite sont en désaccord au sujet du conflit syrien, la compagnie pétrolière saoudienne décide de ne plus approvisionner l’Égypte en octobre. Ils s’étaient mis d'accord en avril 2016 pour la fourniture par la société de 700 000 tonnes de produits pétroliers par mois, pour une valeur totale de plus de 20 milliards de dollars, cela sur une période de cinq ans. En mars 2017, Aramco annonce qu'il va reprendre ses livraisons de produits pétroliers à destination de l'Égypte.
Au cours du même mois, la société annonce un investissement de 7 milliards de dollars dans la pétrochimie de l’entreprise malaisienne Petronas.
Après avoir formulé une offre de rachat en septembre 2016, Saudi Aramco achète la plus grande raffinerie de pétrole des États-Unis (située à Port Arthur au Texas), en rachetant la totalité des parts de la Royal Dutch Shell. Via sa filiale Saudi Refining, la société obtient la gestion totale de la raffinerie de Port Arthur Motiva.
En mai 2017, Saudi Aramco signe un partenariat avec la société américaine McDermott, spécialisée dans les installations offshore, pour développer de nouveaux projets dans le royaume saoudien. Le même mois, Saudi Aramco signe un projet de coentreprise (pour 5,2 milliards de dollars) avec la société d'ingénierie National Shipping et le spécialiste coréen de la construction navale, Hyundai Heavy Industries (HHI). L'alliance permet de construire le plus grand chantier naval du Golfe, à Ras Al Khair.
En août 2017, Saudi Aramco signe un accord avec KBR, une société américaine d'ingénierie spécialisée dans le raffinage, la pétrochimie et l'énergie. Ce partenariat vise à doubler le pourcentage de biens et de services liés à l'énergie produite localement à 70 % du total dépensé d'ici 2021. De plus, ce contrat est signé dans le cadre d'une stratégie qui vise à encourager les partenaires internationaux de la société saoudienne à maintenir leur engagement à investir dans le royaume saoudien à travers la chaîne d'approvisionnement.
En novembre 2017, la direction de Saudi Aramco annonce qu'elle vient de signer des accords concernant des mégaprojets pétroliers et gaziers. La valeur de ces accords est estimée à près de 4,5 milliards de dollars.
Début décembre 2017, la société Saudi Aramco annonce avoir signé un accord avec SABIC, une entreprise saoudienne spécialisée dans la chimie. Ce partenariat a pour but de développer une raffinerie associée à une usine pétrochimique dans le royaume saoudien. Cette dernière a pour objectif de traiter près de 400 000 barils de pétrole brut par jour et produire annuellement environ neuf millions de tonnes de produits chimiques et d'huiles de base. La mise en activité de la raffinerie est prévue pour 2025.
Fin janvier 2018, la direction de Saudi Aramco annonce avoir signé avec les entreprises américaines Chicago Bridge & Iron Company (CB&I) et Chevron Lummus Global (CLG) afin de créer et optimiser des procédés de technologie de pointe dans le domaine de la production à partir de pétrole brut de produits pétrochimiques de haute valeur.
Dans la foulée, elle informe avoir signé avec McDermott International (en), un accord afin que l'entreprise texane fournisse treize plates-formes. Elles seront destinées aux champs de Zuluf, Marjan, Berri et Abu Safah au large du royaume saoudien.
En mars 2018, elle signe un contrat avec la société anglaise d'ingénierie spécialisée dans les projets pétroliers Wood et l'entreprise saoudienne SABIC spécialisée dans la chimie, afin de développer un des plus grands projets mondiaux de pétrole brut vers les produits chimiques. Le complexe doit traiter chaque année 400 000 barils par jour et neuf millions tonnes de produits chimiques et d'huiles de base chaque année,.
Fin juillet 2018, à la suite d'une attaque terroriste perpétrée sur deux VLCC (Very Large Crude Carrier) dans la mer Rouge et attribuée au mouvement Houthi, le ministre de l'Énergie saoudien Khalid al-Falih  et la direction de Saudi Aramco annoncent que la société stoppe tous ses transports de pétrole passant par la ville de Bab El-Mandeb,.
En décembre 2018, la direction de Saudi Aramco annonce la création de sa filiale Saudi Aramco Retail Company (RetailCo). La mission de cette filiale sera la distribution du carburant dans le royaume saoudien,.
En mars 2019, Saudi Aramco annonce l'acquisition d'une participation de 70 % dans SABIC pour 69,1 milliards de dollars, participation qui appartient à l'état saoudien, par le biais du Fonds public d’investissement d’Arabie saoudite.
Le 14 septembre 2019, les installations de Saudi Aramco basées à Abqaiq et à Khurais sont la cible d'attaques de drones qui détruisent des infrastructures et provoquent un arrêt de la production de ces complexes. Cette attaque est revendiquée par les Houthis dans le cadre du conflit yéménite, mais le gouvernement américain et les autorités saoudiennes accusent la République Islamique d'Iran dans le cadre du conflit politique et économique mené par les États-Unis contre l'Iran. Cette attaque bouleverse les marchés boursiers quelque temps à la suite de la baisse d'approvisionnement de pétrole causé par cette attaque, faisant monter les prix, mais dès octobre la production de Saudi Aramco revient à la normale.
Le 25 mars 2022 une attaque de drones revendiqués par les Houthis provoque l'explosion d'un dépôt pétrolier d'Aramco, à une dizaine de kilomètres à l'est du Circuit de la corniche de Djeddah. Cette attaque perturbe la première séance des essais libres du Grand Prix automobile d'Arabie saoudite 2022 de Formule 1 sponsorisé principalement par Aramco.
Le 3 août 2022, un mémorandum d'entente (MOU) est signé par Aramco et Sinopec en Arabie saoudite, qui décrit plusieurs domaines potentiels de coopération entre les deux entreprises.
Au deuxième trimestre 2022, Aramco annonce une hausse de ses bénéfices nets de 90%, atteignant un record de 48,4 milliards de dollars.
En novembre 2022, Aramco a embauché des banques, dont Citigroup et HSBC pour la vente de 1 milliard de dollars. De plus, Luberef prévoit de vendre 50 millions d'actions, soit une participation de près de 30%.
Le 24 juin 2023, Saudi Aramco et TotalEnergies officialisent le projet de construction du complexe pétrochimique Amiral et attribuent 11 milliards de dollars de contrats pour la construction de cette nouvelle plateforme de pétrochimie et de raffinage en Arabie saoudite. L’exploitation commerciale du complexe Amiral est prévue pour 2027.

### Ouverture de capital et entrée en Bourse
Le vice-prince héritier Mohammed ben Salmane, fils du roi et homme fort du régime, annonce début janvier 2016 qu'un projet de privatisation partielle de Saudi Aramco est à l'étude et qu'une décision sera prise dans les prochains mois. Le 25 avril 2016, il confirme son projet de céder moins de 5 % du capital du groupe pétrolier dans le cadre d'un appel public à l'épargne, prospectivement intégré dans le plan national Vision 2030 qui doit préparer l’après-pétrole comme l’a fait la Norvège avec son fonds souverain constitué avec une partie la rente du pétrole de la mer du Nord.
En septembre 2016, le P-DG annonce qu'il planifie une entrée en Bourse de la compagnie au second semestre 2018 à la Bourse de Riyad et sur au moins une autre Bourse étrangère. L'opération sera une « IPO » (offre publique de vente) ; elle sera la plus grande introduction en bourse jamais faite.
Fin décembre 2016, le gouvernement saoudien informe qu'il envisage de céder 49 % de la société d'Aramco en dix ans. Le pétrole saoudien est l’un des moins difficiles à extraire et acheminer (gisement de Ghawar notamment). Le prix du pétrole, la conjoncture économique et la situation géopolitique du Moyen-Orient en 2018 auront aussi des effets sur la valeur des actions qui seront mises sur le marché boursier.
Le 3 novembre 2019, le conseil de la Capital Market Authority (CMA) annonce avoir accepté la demande de la direction de Saudi Aramco pour sa prochaine entrée à la Bourse de Ryad. Cette entrée qui devrait débuter en décembre 2019 devient l’opération la plus importante jamais enregistrée au niveau mondial. Alors que Mohammed ben Salmane espérait en 2016 atteindre une valorisation de 2.000 milliards de dollars, le royaume est désormais prêt à accepter une valorisation inférieure, entre 1.500 milliards et 1.800 milliards de dollars.
En décembre 2019, Aramco introduit en bourse une participation de 1,5 % pour 25,6 milliards de dollars. La société s'est engagée à verser des dividendes annuels de 75 milliards de dollars ; en 2018, Aramco a enregistré 111 milliards de dollars de bénéfice.
En mars 2020, le ministère de l'Énergie d'Arabie Saoudite demande à la compagnie pétrolière d'accroître sa « maximum sustainable capacity » (MSC) et passer de 12 millions de barils par jour à 13 millions de barils par jour (MMBD)
Le 16 novembre 2020, Saudi Aramco annonce avoir engagé des banques pour vendre des obligations libellées en dollars, afin d'améliorer ses finances alors que la pandémie de coronavirus pèse lourdement sur la demande mondiale de pétrole brut. L'offre multi-tranches d'Aramco aurait des échéances de 3 à 50 ans selon les conditions du marché. Les banques Citibank, Goldman Sachs, HSBC, John Pierpont Morgan, Morgan Stanley et NCB Capital ont été engagées pour la transaction. D'autres banques sont impliquées dans l'opération : BNP Paribas, BOC International, BofA Securities, Crédit agricole, First Abu Dhabi Bank, Mizuho, Mitsubishi UFJ Financial Group, SMBC Nikko et Société générale,.

## Saudi Aramco et la question climatique
Après avoir annoncé, lors de la réunion annuelle de l'OGCI (Oil and Gas Climate Initiative) en septembre 2018, son intention de lutter contre le réchauffement climatique, la direction de Saudi Aramco confirme sa volonté et son engagement dans une réduction de ses émissions de gaz à effet de serre. En effet, lors de ce troisième sommet de l’OGCI dont Saudi Aramco est devenu l’un des leaders, les membres ont annoncé qu’ils allaient réduire leurs émissions de méthane et atteindre « une intensité moyenne collective de 0,25 % » lors de la production d’hydrocarbures. L'objectif final étant zéro émission de méthane.
Selon une analyse menée en 2019 par Richard Heede du « Climate Accountability Institute », les émissions de gaz à effet de serre liées à l'utilisation des hydrocarbures extraits par Saudi Aramco ont totalisé 59,26 milliards de tonnes d'équivalent CO2 depuis 1965, ce qui en fait la société dont la contribution aux émissions est, selon lui, la plus élevée au monde au cours de cette période.

## Éducation et culture
Aramco a créé le magazine d'art et de culture Aramco World en 1949,.
En 2007, Aramco est chargé par le gouvernement saoudien de la construction de l’université des sciences et technologies du roi Abdallah (KAUST) à Djeddah. Université privée mixte, elle est inaugurée le 23 septembre 2009 après deux années de construction,.
En 2008, Saudi Aramco participe au projet de Centre du roi Abdelaziz pour la connaissance et la culture, à Dhahran. Le centre, lieu d'activités en lien avec la culture et l'histoire nationale, a été inauguré en 2016.
Construite par Saudi Aramco, la Cité des Sports du roi Abdallah est inaugurée en mai 2014. Elle est organisée autour du stade Roi-Abdallah, infrastructure de 60 000 places construite en 14 mois.
En 2017, Aramco gère 141 écoles en Arabie saoudite.

## Gouvernance
En novembre 2008, Abdallah S. Jum'ah, alors président et chef de la direction de Saudi Aramco, prend sa retraite et Khalid A. Al-Falih, qui occupait le poste de vice-président exécutif des opérations de Saudi Aramco, est nommé nouveau président et chef de la direction de la société, un poste qu'il occupe officiellement à partir du 1er janvier 2009,.
En avril 2015, Khalid Al-Falih est nommé président du conseil d'administration de la compagnie et est remplacé au poste de P-DG, en mai 2015, par Amin H. Al-Nasser.
Le 25 février 2016, Energy Intelligence désigne Khalid A. Al-Falih dirigeant de l'année du secteur pétrolier 2016. Le prix lui est remis, à Londres le 8 octobre, lors de la 37e conférence annuelle Oil & Money[réf. nécessaire].

## Production et réserves
La production de pétrole d'Aramco est passée d'une moyenne de 547 000 barils par jour en 1950 à 3,55 millions de barils en 1970, puis 9,99 millions à l'orée des années 1980. Saudi Aramco produisait 10,25 millions de barils par jour (Mb/j) en décembre 2015, soit deux fois plus que le numéro 2 mondial, le russe Rosneft, avec 5 Mb/j, suivi par l’américaine ExxonMobil, première major mondiale cotée en Bourse, avec 4 Mb/j. Ses réserves prouvées s’élèvent à 267 milliards de barils contre 40 pour Rosneft et 25 pour ExxonMobil.

### Production
Données 2016 d'après Aramco :
Pétrole :
- Production journalière moyenne de pétrole brut : 10,5 millions de barils (Mbl) ;
- Production annuelle de pétrole brut : 3,828 milliards de barils, dont 2,799 exportés ;
- Production annuelle de produits raffinés : 655 Mbl, dont 296 exportés ;
- Capacités de raffinage (part Aramco, total mondial) : 5,365 Mbl/j.

Gaz :
- Production journalière moyenne : 260,8 milliards de barils ;
- Production annuelle de gaz : 116 milliards de m3.

### Réserves
- Réserves récupérables estimées de pétrole brut : 261,1 milliards de barils ;
- Réserves estimées de gaz : 8458 milliards de m3.

## Bénéfices
La préparation de l'introduction en Bourse permet enfin d'obtenir des chiffres sur la profitabilité de Saudi Aramco, avec les données collectées par l'agence Bloomberg : 33,8 milliards de dollars de résultat net pour le premier semestre 2017 ; Saudi Aramco n'est donc pas seulement le premier producteur mondial de pétrole (10 Mbl/j), mais aussi le groupe le plus profitable de la planète ; ainsi, les profits cumulés de cinq grands du secteur (Exxon, Shell, Chevron, Total et BP) atteignaient 26 milliards de dollars sur la même période, alors qu'ils produisent ensemble davantage (4 Mbl/j pour Exxon à lui seul). Les coûts de production étaient de 7,9 milliards de dollars seulement, et le coût de production est estimé à 4 dollars par baril. Saudi Aramco a versé 13 milliards de dollars de dividendes à l'État saoudien au premier semestre 2017, après lui avoir payé l'impôt sur les bénéfices et des royalties ; l'entreprise a investi près de 15 milliards de dollars.
Saudi Aramco publie ses comptes 2018 le 1er avril 2019 : 111,1 milliards de dollars, soit 98,8 milliards d'euros de bénéfices, pour un chiffre d'affaires de 359,9 milliards de dollars ; le bénéfice avant impôts a atteint 224 milliards de dollars (la compagnie est taxée à hauteur de 50 % par l'Arabie saoudite). Ce sont les plus gros profits de la planète, c'est 6 fois plus que Total, pétrolier national français, c'est bien davantage que la Shell ou BP, c'est 2 fois plus qu'Apple. Ces bénéfices sont cependant fluctuants comme le cours du pétrole. Les agences de notation signalent par ailleurs que la génération de trésorerie (cash-flow) n'est que de 26 dollars par baril de pétrole en 2018, soit moins que les autres grands du secteur, comme Shell et Total, respectivement à 38 et 31 dollars,.
En août 2019, Saudi Aramco publie ses comptes du premier semestre 2019 : le bénéfice net recule de 12 % à 41,9 milliards d'euros, essentiellement à cause de la baisse de 4 % du prix moyen du pétrole brut. Le chiffre d'affaires semestriel s'établit à 146,9 milliards de dollars. Saudi Aramco annonce le 15 mars 2020 que ses bénéfices ont baissé de 20 % en 2019 à 88,2 milliards de dollars. En 2020, après l'effondrement de la consommation de pétrole causé par la pandémie de coronavirus, l'OPEP n'est pas parvenue à obtenir un accord de la Russie pour réduire la production ; les principaux pays pétroliers ont alors décidé d'accroître leur production, ce qui a causé une chute de 25 % du prix du brut ; il s'agit de la plus forte baisse enregistrée depuis la guerre du Golfe de 1991.
En 2021, Saudi Aramco a réalisé un bénéfice net de 110 milliards $, en progression de 124 % par rapport à 2020 et de 22 milliards $ par rapport à 2019 ; le record historique de 2018 (111 milliards $) est presque atteint ; le chiffre d'affaires était alors de 359,9 milliards $. Le bénéfice de 2021 est supérieur de 25 % aux bénéfices cumulés des cinq « majors » occidentales (ExxonMobil, Shell, Chevron, BP et TotalEnergies).